# Caius Terentilius Harsa
Caius Terentilius Harsa ou Caius Terentillus Arsa est un homme politique de la République romaine. C'est en tant que tribun de la plèbe qu'il propose de faire voter la lex Terentilia en 462 av. J.-C.

## Biographie

### Tribunat de la plèbe (462)
Alors que les consuls Lucius Lucretius Tricipitinus et Titus Veturius Geminus Cicurinus mènent les armées en campagne contre les Volsques et les Èques, Harsa en profite pour dénoncer l'arbitraire du pouvoir que confère le consulat, les consuls étant selon lui semblables à deux rois, bien que contrairement à Volero Publilius quelques années plus tôt, Harsa ne semble pas avoir été victime personnellement de cet arbitraire. Soutenu par tous ses collègues, il présente alors un projet de loi, la rogatio Terentilia, pour mettre en place une commission de cinq personnes avec pour mission de définir les limites du pouvoir consulaire, en mettant par écrit les droits des consuls,, offrant ainsi l'opportunité aux plébéiens de se protéger des abus de pouvoir. Pour Tite-Live, l'entreprise a un objectif uniquement politique mais pour Denys d'Halicarnasse, Harsa cherche en fait à imposer une égalité devant la loi, c'est-à-dire que les patriciens et les plébéiens soient soumis à la même législation.
Les consuls étant absents de Rome, c'est le préfet de la Ville Quintus Fabius Vibulanus qui intervient pour empêcher que ce projet de Lex Terentilia soit adopté,. Il réunit le Sénat et dénonce les actes du tribun. Il réussit à convaincre les autres représentants du peuple de différer le vote de cette loi jusqu'au retour des consuls qui sont rappelés sur-le-champ à Rome. Au retour des consuls, Harsa relance son projet de loi, dont le vote est une nouvelle fois différé après une lutte acharnée des patriciens, pour permettre à un des consuls victorieux d'entrer à Rome en triomphe et à l'autre en ovation,.

## Conséquences de larogatio Terentilia
Malgré l'opposition des patriciens, la proposition de Harsa n'est pas rejetée, mais seulement repoussée. Le nom de Caius Terentilius Harsa disparaît des récits antiques, seul son projet, dont l'authenticité paraît indiscutable, continue d'être mentionné. Son principe est en effet repris chaque année entre 462 et 454 au travers de nouveaux projets de loi que proposent les tribuns,,. Finalement, après plus de dix années de luttes, les tribuns de la plèbe, réélus année après année, obtiennent un compromis : ils abandonnent leur projet de Lex Terentilia et une commission est créée « avec l'ordre de copier les célèbres lois de Solon, et de prendre connaissance des institutions des autres États de la Grèce, de leurs mœurs et de leurs droits ».

### Auteurs antiques
- Tite-Live, Histoire romaine, Livre III sur le site de l'Université de Louvain

### Auteurs modernes
- (en) T. Robert S. Broughton, The Magistrates of the Roman Republic : Volume I, 509 B.C. - 100 B.C., New York, The American Philological Association, coll. « Philological Monographs, number XV, volume I », 1951, 578 p.
- (fr) Janine Cels-Saint-Hilaire, La République des tribus : Du droit de vote et de ses enjeux aux débuts de la République romaine (495-300 av. J.-C.), Toulouse, Presses universitaires du Mirail, coll. « Tempus », 1995, 381 p. (ISBN 2-85816-262-X, lire en ligne)
- (fr) Dominique Briquel, « La nuit du Ve siècle », dans François Hinard (dir.), Histoire romaine. Tome I, Des origines à Auguste, 2000, 1080 p. (ISBN 978-2-213-03194-1), p. 163-202
- (fr) Jean Gagé, « La rogatio Terentilia et le problème des cadres militaires plébéiens dans la première moitié du Ve siècle av. J.-C. », Revue historique, Presses universitaires de France, vol. 260,‎ 1978, p. 289-311